# 湧現論
湧現論是基於對湧現的信念的哲學觀點，包含了在意識和心智哲學的討論，而與還原論站在相反立場。如果說一個系統的性質是湧現的，意指它是由那個系統的其他性質之間的互動所造成的新性質，這個新性質是無法從原本的性質預測出來的。 湧現出的性質不與其他性質相同，也不能化約成其他性質或從其他性質推導出來。用不同方法滿足這個要求會分別產生不同類型的涌現。在科学哲学中，涌现论既与还原论对立，也与其平行。

## 形式
涌现论可以与物理主义相合。物理主义认为宇宙完全由物理实体组成。例如，大脑物理结构的变化可以通过涌现，导致心理功能的变化。
某些类型的涌现论并不特别关注心物问题，而是构成了一种类似于泛神论的宇宙本质理论。他们对整个自然界存在一套按复杂度排序的等级，每层都有着自己的领域科学。

## 与生机论（vitalism）的关系
Emmeche等（1998）认为：“生命力论者与涌现论者之间有一个非常重要的区别：生命力论者的创造力量只与有机物有关，与无机物无关。涌现则关注创造出的新的属性，而不考虑所涉及的物质。”“在生命力论的大多数形式中，提出的物理以外的生命力（生命冲力之类）的假设通常没有任何真正的解释力。它常常作为一种智力或语言的镇静剂，扼杀了科学探索，而不是鼓励它向新方向发展。”

## 历史
金在权针对试图解释心物问题的涌现论（在非还原物理主义的幌子下），基于因果封闭和过度决定提出了反对意见。
涌现论努力与物理主义相合，但金在权称物理主义存在因果封闭的原则，每个物理事件都要在物理原因上负全责。这似乎没有为精神因果关系留下“空间”。如果我们的身体运动由身体和意图的先前状态引起，那么它们就将是过度决定的。在这个意义上，精神因果关系与自由意志不同，它只是声称精神状态和因果关系有关。如果涌现论者通过放弃精神因果关系来回应，他们的立场就变成了一种副现象主义。
金在权用上面的图（最初由Nancey Murphy提出）指出，心理事件M1 导致M2 ，物理事件P1 导致P2 。P1实现了M1 ，P2 实现了M2；然而M1 并没有影响P1 （即M1 是P1的事件后件）。若P1导致了P2，而M1是 P1的结果，那么M2 就是P2的结果。他说，这个问题的位移替代方案是接受二元论（即心理事件独立于物理事件）或取消主义（即心理事件不存在）。